# Matthew Nathan
El tinent coronel Sir Matthew Nathan GCMG, PC (Paddington, 3 de gener de 1862 – Somerset, 18 d'abril de 1939) fou un militar i administrador colonial britànic, conegut principalment per ocupar el càrrec de governador de Sierra Leone, Costa d'Or, Hong Kong, Natal i Queensland. A més, va ser Sub-secretari per Irlanda entre el 1914 i el 1916, essent el responsable, juntament amb el secretari en cap, Augustine Birrell, d'administrar l'illa durant els anys immediatament anteriors a l'alçament de Pasqua.

## Biografia

### Primers anys
Nathan va néixer a Paddington, Londres. Provenia d'una família d'ascendència jueva, mentre que els seus pares eren l'empresari Jonah Nathan i Miriam Jacob Nathan. Els seus germans van ser el coronel Sir Frederick Nathan, KBE i oficial de la Royal Artillery i, en algun moment de la seva vida, superintendent dels Waltham Abbey Royal Gunpowder Mills, i Sir Nathaniel Nathan, judge colonial a Trinitat i Tobago.
Nathan va ser educat a la Reial Acadèmia Militar de Woolwich, on va guanyar la medalla Pollock (1880), abans d'entrar als Royal Engineers el 1880. Així, va seguir el seu entrenament militar a l'Escola d'Enginyeria Militar de Chatham entre 1880 i 1884.
Ja graduat, Nathan va participar en expedicions militars al Sudan (1884–1885) i a Lushai, Índia (1889–1894). El 1889 va ser ascendit al rang de capità, mentre que el 1896 fou nomenat secretari del Comitè de Defensa Colonial, càrrec que ocupà fins al 1898. Aquell any seria ascendit a major.

### Servei colonial
Entre 1899 i 1900, Nathan fou el governador de Sierra Leone. Després passaria a ser governador de la colònia de Costa d'Or, càrrec que mantingué fins al 1903. El 1902, Nathan va importar a la colònia africana un Gardner-Serpollet francès de 543 lliures, que utilitzava ell mateix per les carreteres que envoltaven Accra.
El 1903 Nathan fou nomenat governador de Hong Kong, posició en la que va servir fins al 1907. En el transcurs del seu mandat, Nathan va guanyar crèdit polític gràcies a l'establiment d'una planificació urbana encertada i una política de reconstrucció, regulant el creixement de la colònia oriental i construint les vies més grans de la península de Kowloon. La construcció del tren Kowloon-Canton va començar en aquest període.
El 1907 Nathan va passar a ser governador de Natal, càrrec que mantindria fins al 1909. Aquell mateix any va ascendir al grau de tinent coronel. Finalment, retornaria a Anglaterra, on va ocupar el càrrec de secretari de la General Post Office, posició que va mantenir fins al 1911. Entre 1911 i 1914 fou director de la Board of Inland Revenue.

### Sub-secretari per Irlanda
Nathan fou nomenat sub-secretari per Irlanda l'agost de 1914, poc després de l'inici de la Primera Guerra Mundial i de la signatura de laLlei de Govern Local de 1914. El seu superior immediat era el secretari en cap, Augustine Birrell. En aquell moment, el títol de Lord tinent d'Irlanda era una posició principalment cerimonial, i el secretari en cap passava molt temps a Londres, on era membre del gavinet de govern. Així, el sub-secretari era el cap efectiu de l'administració d'Irlanda. Les tasques de Nathan incloïen enllaçar amb el Partit Parlamentari Irlandès (PPI) per preparar-los pel govern propi. També s'encarregava del reclutament a Irlanda, rebent informes diaris de la policia sobre l'activitat anti-reclutament i pro-independència, inclosa l'amenaça d'una invasió alemanya o el desembarcament d'armament en suport d'una revolta irlandesa. Alarmat pel nombre creixent d'independentistes al cos civil, Nathan va demanar a les autoritats la possibilitat de transferir-los a Anglaterra, aconseguint l'aprovació del govern per repartir una carta entre els funcionaris públics, on se'ls amenaçava amb l'expulsió si formaven part dels Voluntaris Irlandesos. Va fer ús de la Llei de Defensa del Reialme de 1914 per suprimir diaris considerats sediciosos, en contra del consell dels membres del PPI. En general, no obstant, va evitar cap acció que hagués pogut provocar més violència.
El Divendres Sant, 21 d'abril de 1916, Nathan fou informat que un vaixell alemany havia estat detingut prop de la costa del comtat de Kerry. La nau, l'SS Libau, transportava armes i munició. A més, un home havia estat arrestat després de desembarcar d'un altre vaixell, que posteriorment resultà ser Sir Roger Casement Una mobilització dels Voluntaris Irlandesos prevista pel Diumenge de Pasqua fou cancel·lada el dia anterior. Nathan, que pensava que la revolta havia estat aturada, va discutir amb el Lord tinent, Lord Wimborne, la necessitat de registrar les propietats associades amb els Voluntaris i l'Exèrcit Ciutadà Irlandès, a més d'arrestar-ne els seus líders. Nathan va enviar un cable a Birrell, secretari en cap, a Londres, per aconseguir-ne l'autorització per dur a terme aquestes accions. El Dilluns de Pasqua, 24 d'abril de 1916, mentre es trobava a les seves oficines del castell de Dublín, esperant la resposta de Birrell, l'alçament de Pasqua va començar, essent atacat el mateix castell. Es van tancar les portes del castell, impedint l'entrada dels rebels, tot i que Nathan va quedar virtualment aïllat. Aquell mateix vespre, no obstant, van arribar regforços des del camp de Curragh, que van permetre la mobilitat del sub-secretari. Nathan, però, es va quedar al castell la resta de la setmana (traslladant-se als estables per fer lloc als militars), on es va mantenir en contacte amb Londres, fent d'enllaç amb el govern britànic i ajudant a respondre les preguntes del Parlament. L'alçament va ser derrotat el 30 d'abril. Aquell mateix dia, Birrell va presentar la dimissió i, el 3 de maig, i a petició de Birrell, Nathan va seguir els seus passos. La comissió reial sobre la rebel·lió de 1916 (la comissió Hardinge) va ser molt crítica tant amb Birrell com amb Nathan, particularment per haver fallat en prendre les accions necessàries contra els rebels les setmanes i els mesos anteriors a la revolta.

### Darrers anys
Després de la seva dimissió, Nathan fou nomenat secretari del ministre de Pensions, posició que va ocupar fins al 1919. El 1920 fou nomenat governador de Queensland, càrrec que va mantenir fins al 1925, concluint així la seva carrera al servei colonial. Mentre viví a Austràlia, Nathan va promoure la migració de britànics cap a Queensland. El 1922 va fundar, juntament amb Henry Caselli Richards, el comitè de la Gran Barrera de Corall. Quan va acabar el seu mandat Nathan es va retirar a Somerset, Anglaterra, on va morir el 1939.

## Honors
- KCMG, 1902
- GCMG, 1908

## Indrets batejats amb el seu nom
Nathan Road, la principal artèria comercial de la península de Kowloon (més coneguda com a Golden Mile, la milla daurada), va rebre el seu nom per Matthew. A Austràlia, en record seu es va batejar Nathan i Nathan Heights, a Brisbane (capital de Queensland), i el carrer Nathan, al suburbi de Deakin, a Canberra. Finalment, la Nathan House, un edifici del Maritzburg College de Pietermaritzburg, a Sud-àfrica, també deu el seu nom a Matthew Nathan.

## Altres fonts
- Paul D. Wilson, 'Nathan, Sir Matthew (1862 - 1939)', Australian Dictionary of Biography, Volume 10, MUP, 1986, pp 667–668
- Sir Matthew Nathan at the Jewish encyclopedia